# Celebrity IOU
Celebrity IOU är ett amerikansk livsstilsprogram från 2020. Första säsongen består av sex avsnitt. Den svenska premiären är planerad till den 22 juni 2020 på Dplay och TV9.

## Handling
Serien handlar om de två inredningsexperterna och tvillingbröderna Drew Scott och Jonathan Scott. I serien får en kändis välja ut en person som betytt mycket för dem, och med hjälp av bröderna Scott renoveras deras fastighet.

## Medverkande, säsong 1
- Melissa McCarthy
- Brad Pitt
- Michael Bublé
- Rebel Wilson
- Jeremy Renner
- Viola Davis